# Epimetopus costatus
Epimetopus costatus är en skalbaggsart som först beskrevs av Leconte 1874.  Epimetopus costatus ingår i släktet Epimetopus och familjen Epimetopidae. Inga underarter finns listade i Catalogue of Life.